# Ben Leong

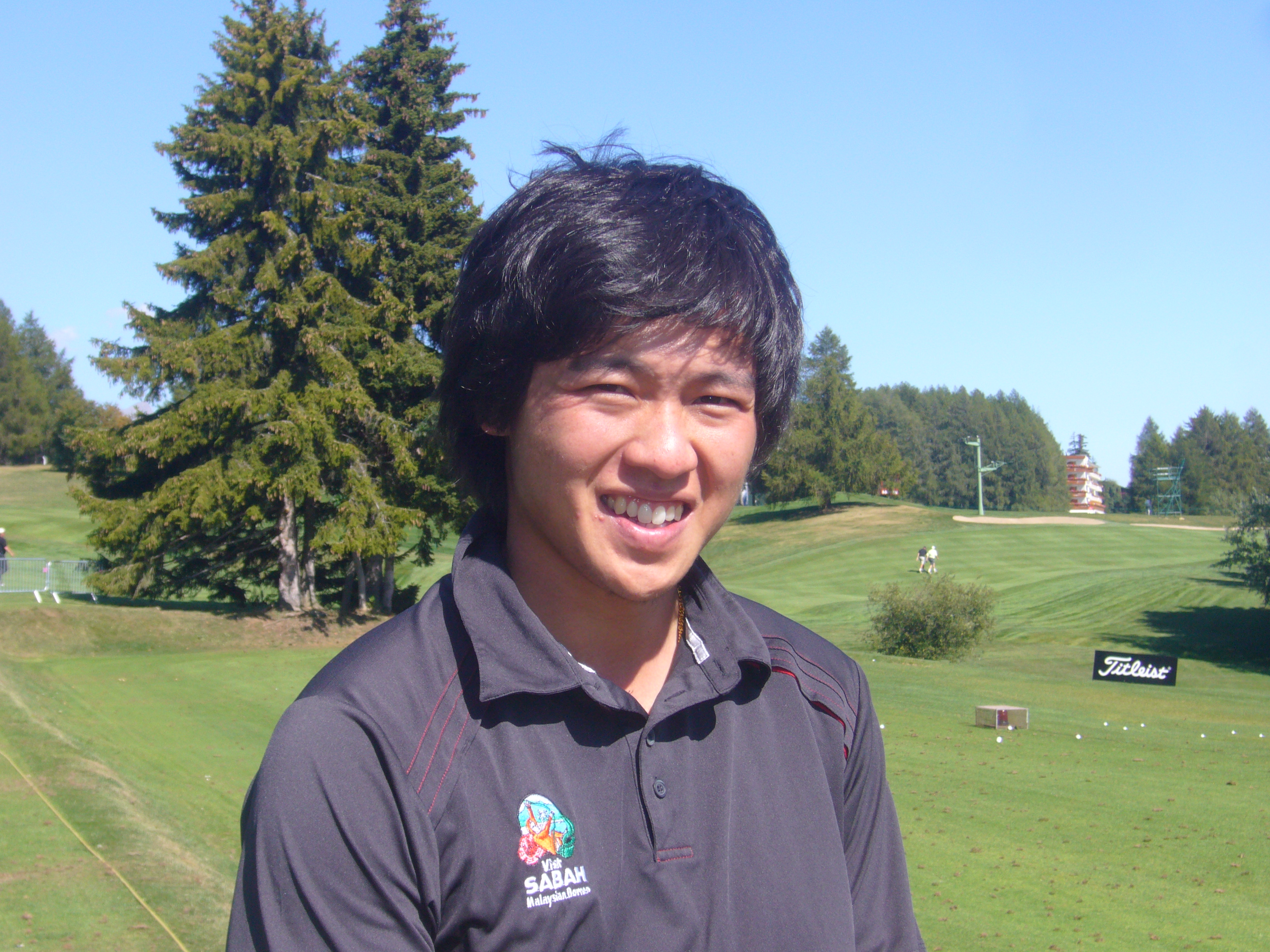
Leong tijdens European Masters 2009.

Ben Leong (Sabah, 20 januari 1986) is een golfprofessional uit Maleisië. 
Leong komt uit Sabah, een van de twee Maleisische staten op het eiland Borneo, en is jongste van vier kinderen. Hij speelt op de Sabah Golf and Country Club, waar hij op 7-jarige leeftijd zijn eerste lessen kreeg van zijn vader Nyun Chong Leong, die zelf een handicap had. NC, zoals hij wordt genoemd, heeft zijn eigen werk opzij gezet om zijn zoon te begeleiden, en caddiet vaak voor hem.

## Amateur
In 2004 kreeg hij een studiebeurs en ging hij naar de Bradenton Academy in Florida. In deze periode kreeg hij les op de golfacademie van David Leadbetter. In 2005 werd hij 10de op het Wereld Amateur Kampioenschap in Puerto Rico. Daarna ging hij naar de Universiteit van Centraal Florida Athletics (UCF), waar hij veel tijd kreeg om zijn spel verder te ontwikkelen.
Leong is de eerste speler uit Maleisië die aan het US Amateur Open heeft meegedaan.

### Gewonnen
- 2003: Southeast Asia Amateur Championship, Putra Cup (individueel)

## Professional
In 2006 ging hij terug naar Sabah en werd professional. Hij ging naar de Aziatische Tourschool, die hij won, en hij speelde in 2007 op de Aziatische PGA Tour. Eind 2007 ging hij terug naar de Tourschool en die won hij opnieuw.
In 2008 brak hij door. Leong won de Selangor Masters, waardoor hij twee jaar speelrecht kreeg op de Aziatische Tour, en hij kreeg de kans enkele toernooien op de Europese Tour te spelen.

### Gewonnen
- 2008: Worldwide Selangor Masters